# María del Carmen Nucci
María del Carmen Nucci (Las Perejas, Santa Fé, Argentina, 1945) é uma jornalista, poeta e narradora argentina. Trabalhou no  Diario La Mañana, Canal 11 e LRA8 Radio Nacionalda província de Formosa.

## Carreira
Em 1977 ingressou ao diário La Mañana  como redactora e participou do programa jornalístico ‘Paralelo 25’ emitido por Canal 11. Além disso, conduziu o programa ‘Entre nós’.
Em dezembro de 1983 assumiu o cargo de Directora de Cultura da província de Formosa. Em LRA8 Rádio Nacional de Formosa conduziu ‘Páginas’.
Foi assessora de imprensa da Legislatura de Formosa.

### Prémios e reconhecimentos
- 2005 Prémio Fundação.[2] Menção especial.
- 2011 Prémio Olmedo em TV.[3]
- 2015 Prémio à trajectória, CIPROCOMFSA.[4]
- 2017 Distinção do Círculo Profissional de Comunicadores Sociais de Formosa e o Sindicato de Imprensa de Formosa.[5]